# صلیب سرخ بلژیک

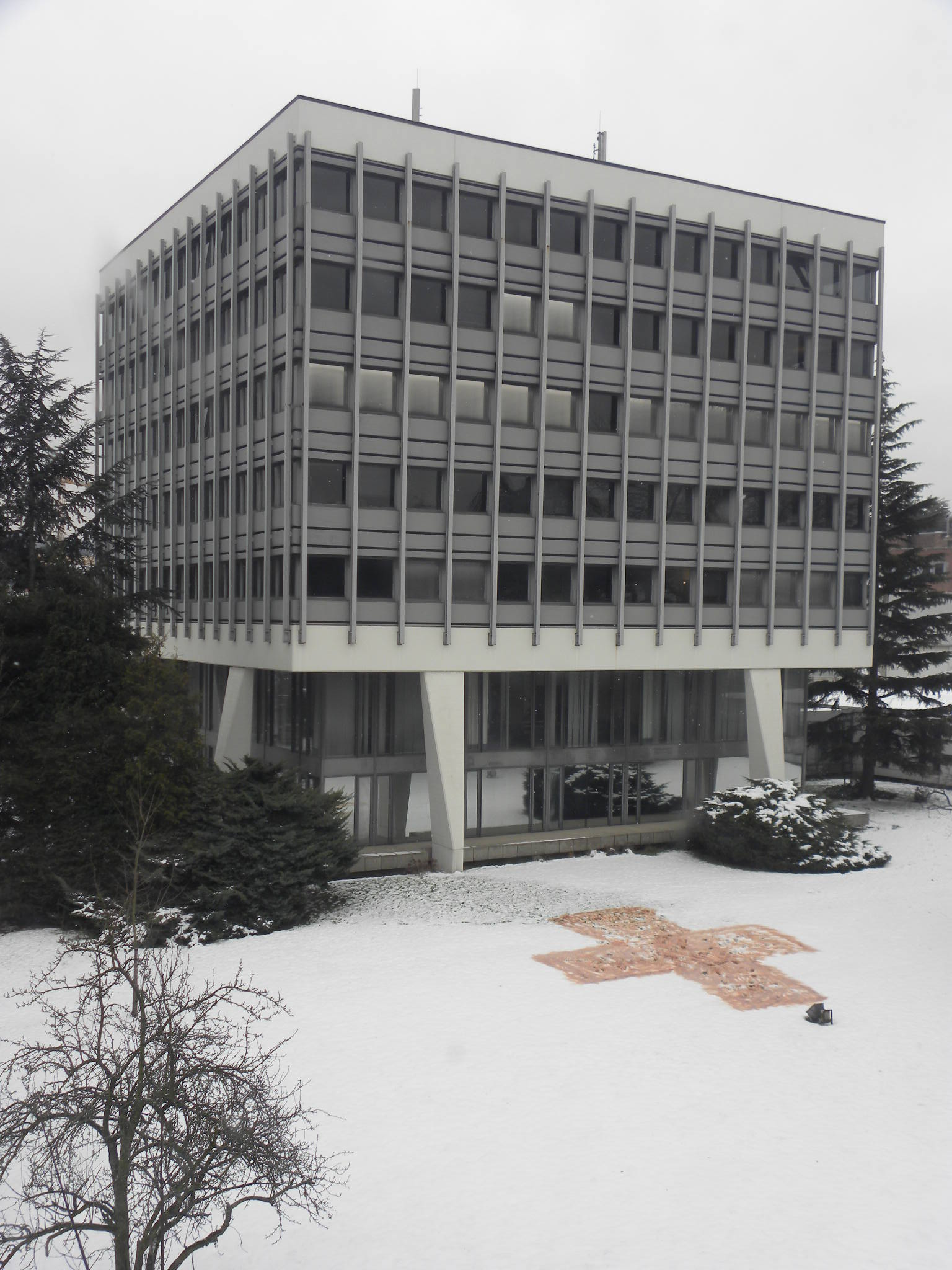
صلیب سرخ بلژیک، راهروی فرانسوی زبان، دفتر مرکزی، خیابان د استال در بروکسل با صلیب سرخ رنگ‌شده در برف. ژانویه 2010

صلیب سرخ بلژیک(به انگلیسی: Belgian Red Cross) در سال ١٨٦٤ تأسیس گردید.مرکز فرماندهی این سازمان در بروکسل واقع شده‌است.